# Galateabrunnen (Stuttgart)

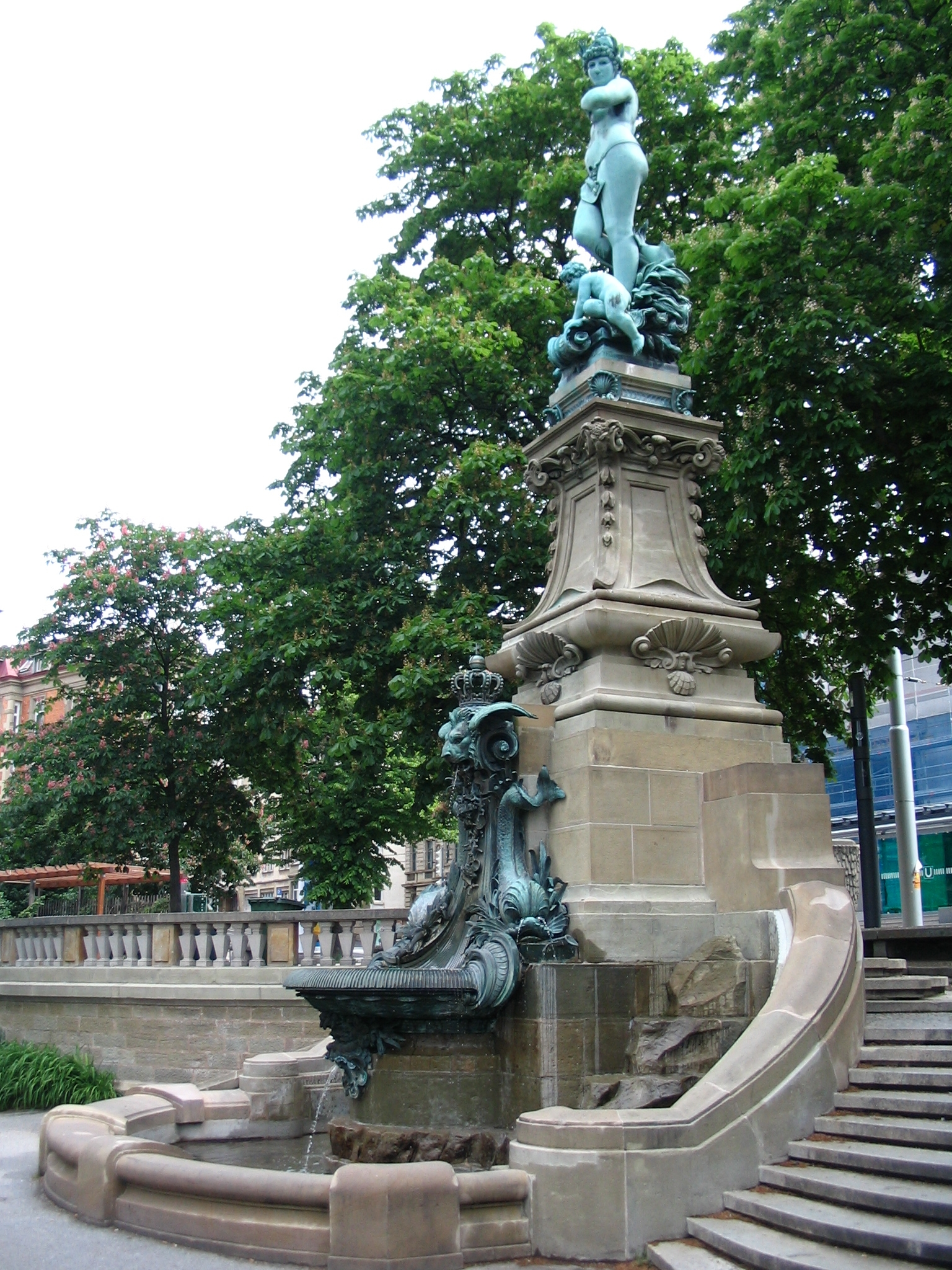
Der Galateabrunnen in Stuttgart

Der Galateabrunnen im Jahr 1905

Der Galateabrunnen (früher Herzog-Eugen-Brunnen oder Eugensbrunnen) ist ein Brunnen an einer Aussichtsplattform am Eugensplatz in Stuttgart-Mitte. Er wurde 1890 vom Architekten und Bildhauer Otto Rieth sowie dem Erzgießer Paul Stotz (1850–1899) geschaffen und ist einer der prächtigsten Brunnen der Stadt.

## Geschichte
Der Bau des Brunnens wurde 1884 von Königin Olga Nikolajewna Romanowa (1822–1892) angeregt, der Frau von König Karl von Württemberg (1823–1891). Er sollte zur Verschönerung des Stadtbildes dienen und ist bis heute einer der prachtvollsten Brunnen Stuttgarts. Es gab einen öffentlich ausgeschriebenen Gestaltungswettbewerb, aus dem ein gemeinsamer Entwurf der prominenten Stuttgarter Architekten Ludwig Eisenlohr und Carl Weigle mit dem Münchner Bildhauer Wilhelm von Rümann siegreich hervorging. Dieser Entwurf sah einen monumentalen Brunnen mit Triumphbogen, Obelisk und Säulen vor.
Königin Olga setzte sich aber über das Ergebnis des Wettbewerbs hinweg und wählte den lediglich drittplatzierten Entwurf von Otto Rieth. Die Finanzierung erfolgte durch eine Geldsammlung des Vereins zur Förderung der Kunst und durch eine bedeutende Spende aus dem Privatvermögen der Königin. Schließlich wurde der Galateabrunnen am 27. April 1890 feierlich eingeweiht.
Der Brunnen überstand die folgenden Jahrzehnte weitgehend unbeschadet, nur im Zweiten Weltkrieg wurden zwei Sphinx-Figuren am oberen Ende der Treppenanlage am Brunnen beschädigt. Die Stadt ließ die beiden Figuren 1954 mit der Begründung entfernen, sie hätten „keinen sonderlich künstlerischen Wert“. Ab den 1990er Jahren war der Galateabrunnen kaum noch in Betrieb, weil die Wasserbecken und -leitungen marode geworden waren. Ab 2005 wurde die Brunnenanlage komplett renoviert und 2007 wieder in Betrieb genommen.
Heute werden Unterhalt und Betrieb des Brunnens von der Stadt Stuttgart, der Stiftung Stuttgarter Brünnele und sogenannten Brunnen-Paten finanziert. Er ist normalerweise etwa von Mitte Mai bis Mitte September in Betrieb.

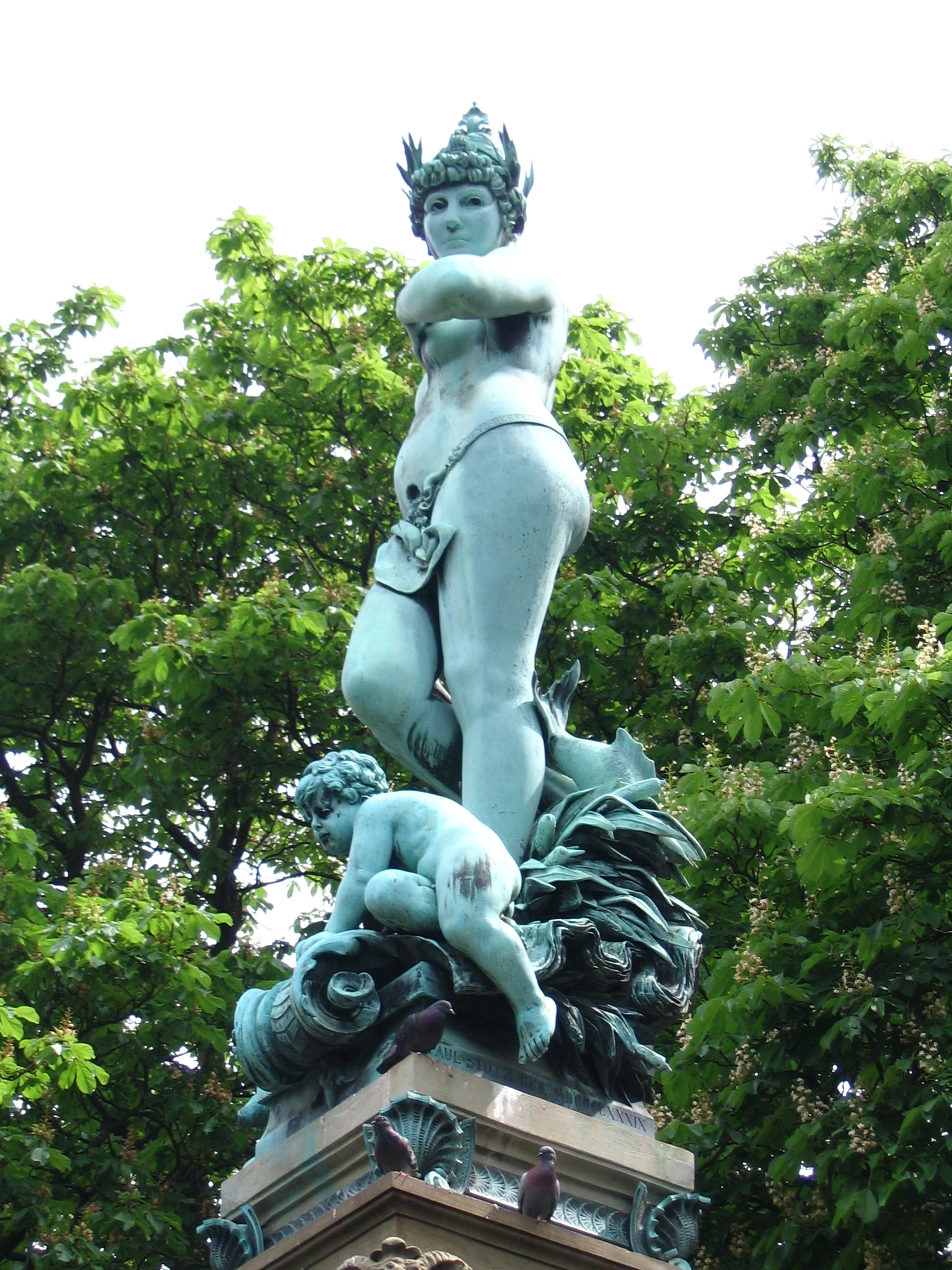
Die Figur der Nymphe am Galateabrunnen in Stuttgart

## Aussehen
Die gesamte Brunnenanlage wird von der Bronzefigur der Nereide (Meeresnymphe) Galateia gekrönt, die auf einer reich verzierten Stele aus Sandstein steht. Um ihre Füße spielen (ebenfalls bronzene) Meereswellen, Seetang und Fische sowie zwei Kindergestalten (Putten).
Unterhalb der Galatea-Figur befinden sich an der Talseite der Stele ein bronzenes Wasserbecken, das von Fischleibern begrenzt wird und über dem sich ein gekrönter Löwenkopf befindet, der als Wasserspeier dient. Von dort fließt das Wasser in ein weiteres darunter liegendes Becken aus Sandstein. Auf der anderen Bergseite der Stele befindet sich an der Aussichtsplattform eine bärtige Maske, die als Trinkwasserspender dient.
Die Brunnenanlage wird von Treppen umrahmt, die vom Eugensplatz den Berg hinab Richtung Stuttgarter Stadtzentrum führen. Unterhalb des beschriebenen Galateabrunnens folgen Wasserkaskaden, ihnen schließen sich die Treppen der Eugenstraße an, die „Eugenstaffel“ genannt wird.

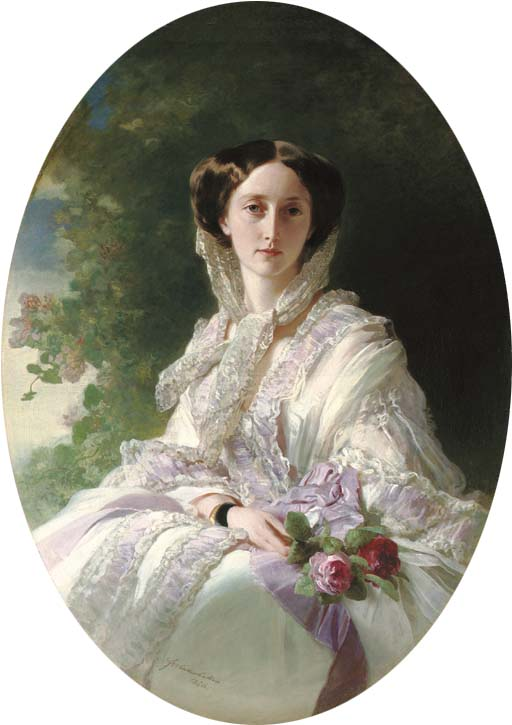
Königin Olga von Württemberg

## Symbolik
Die Figur der Galatea (gr.: Die Milchweiße) aus der griechischen Mythologie bietet zahlreiche Bezugspunkte zur Brunnenanlage und zu ihrer Stifterin Königin Olga. So entkam Galatea dem in sie verliebten Zyklopen Polyphem, der ihren Geliebten Akis erschlagen hatte, in der Gestalt einer sich ständig verändernden Welle. Außerdem ließ die Nymphe unter dem Felsen, mit dem Akis erschlagen wurde, einen Fluss hervorquellen.
Galatea ist die schönste der Nereiden – und auch Königin Olga galt als besondere Schönheit. Die Nereiden sind außerdem dafür bekannt, dass sie ertrinkende Menschen (vor allem Kinder) beschützen – die Kindergestalten zu Füßen der Nymphe spielt auf das große soziale Engagement der Königin an. So übernahm sie unter anderem die Schirmherrschaft über die Stuttgarter Heilanstalt für Kinder, die später nach ihr Olgahospital („Olgäle“) genannt wurde.
Der gekrönte Löwenkopf an der Stele ist ein Symbol der Größe des Königreichs Württemberg.

## Kurioses
Als Modell für die Galatea-Figur hatte dem Bildhauer Otto Rieth die Berliner Schuhmacher-Tochter Anna Sasse gedient, die zu ihrer Zeit ein bekanntes Künstlermodell war. So war sie auch das Vorbild für die Berolina-Statue auf dem Alexanderplatz in Berlin.
Einige Stuttgarter äußerten nach der Einweihung des Brunnens ihr Missfallen darüber, dass die Galatea-Figur nur spärlich bekleidet ist. Daraufhin soll die verärgerte Königin Olga damit gedroht haben, die Figur um 180 Grad zu drehen und mit dem nackten Hinterteil zur Stadt aufzustellen.

## Weitere Detailfotos

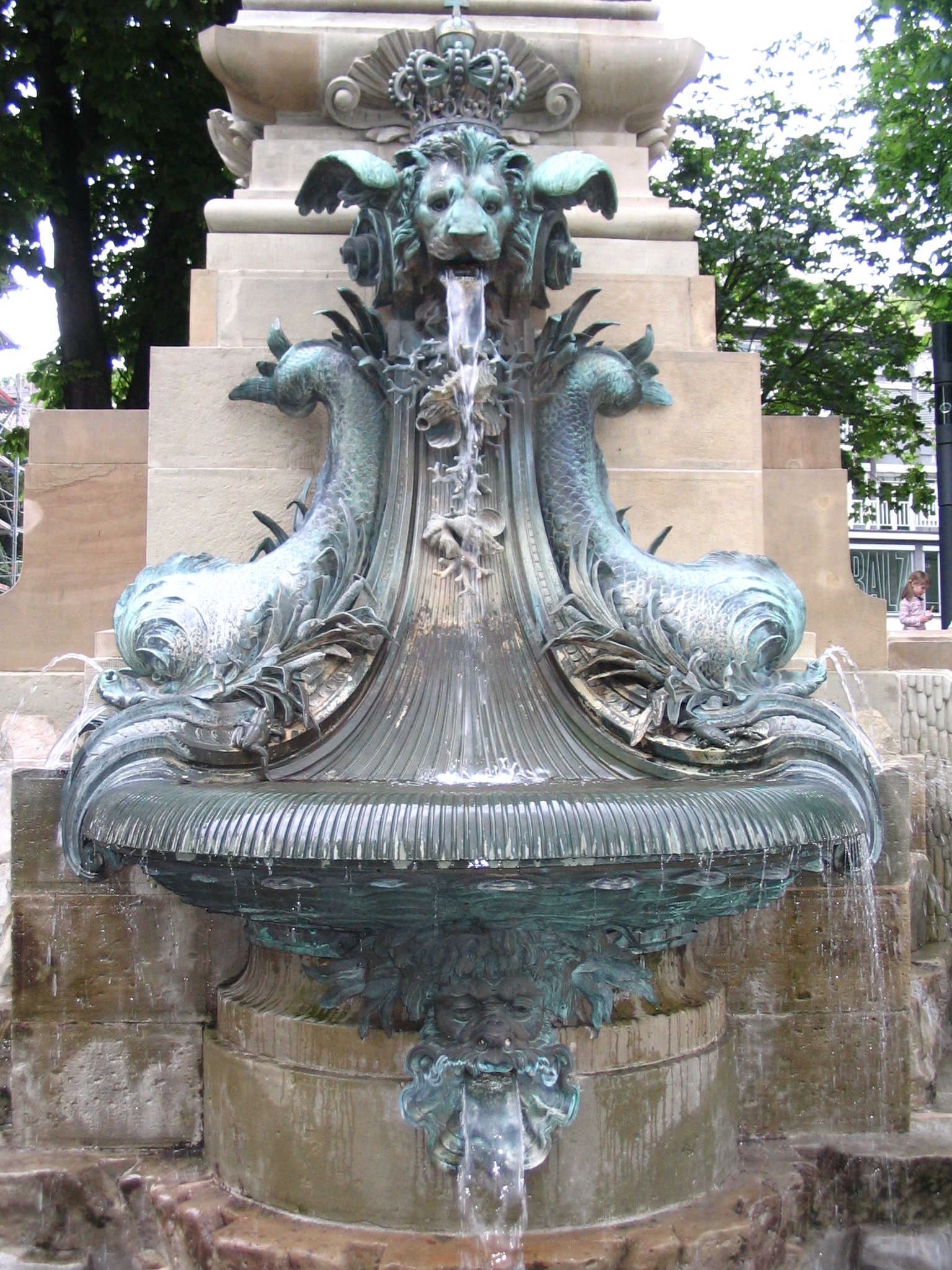
Löwenkopf und Fischleiber
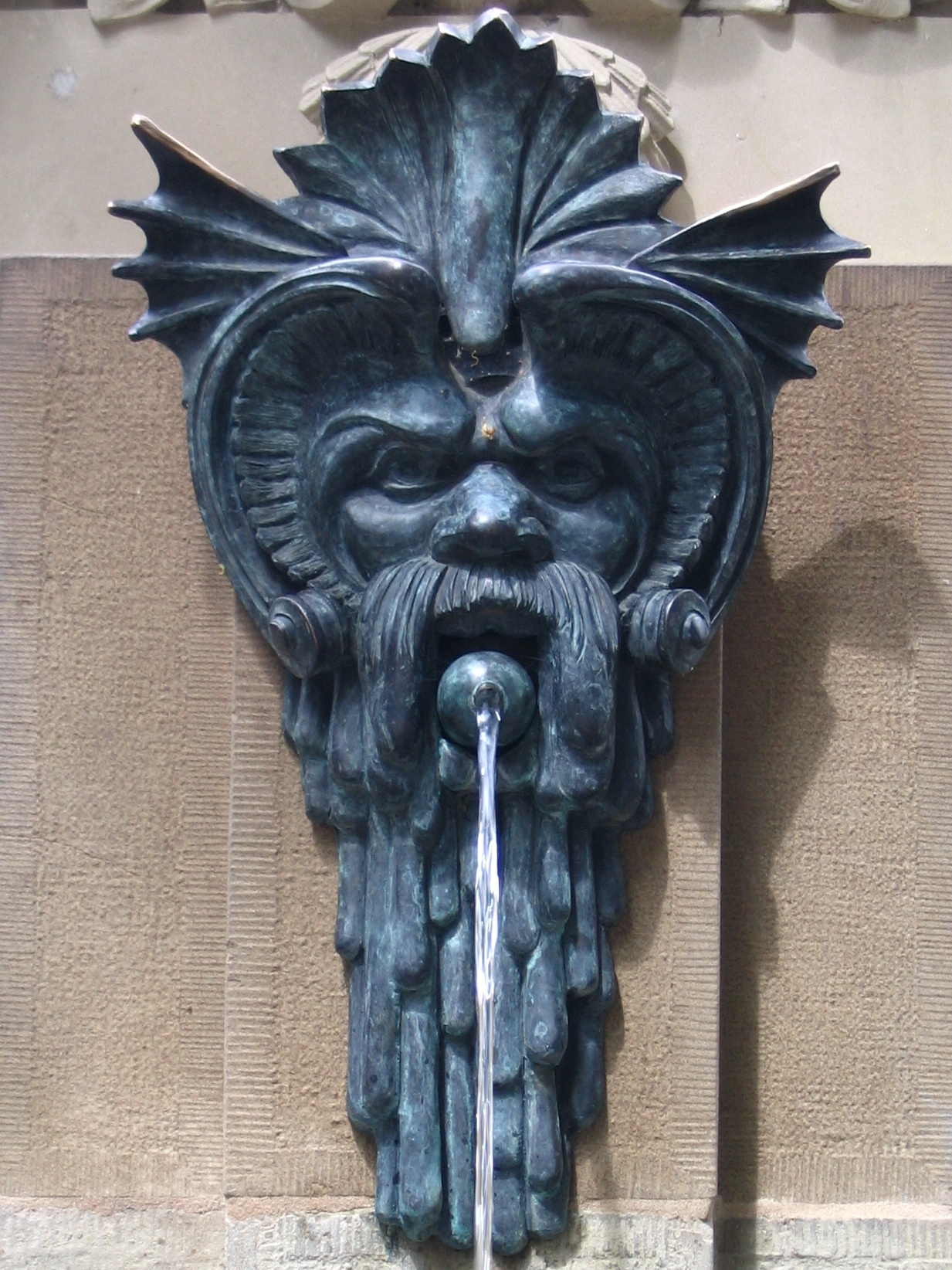
Trinkwasser-Spender
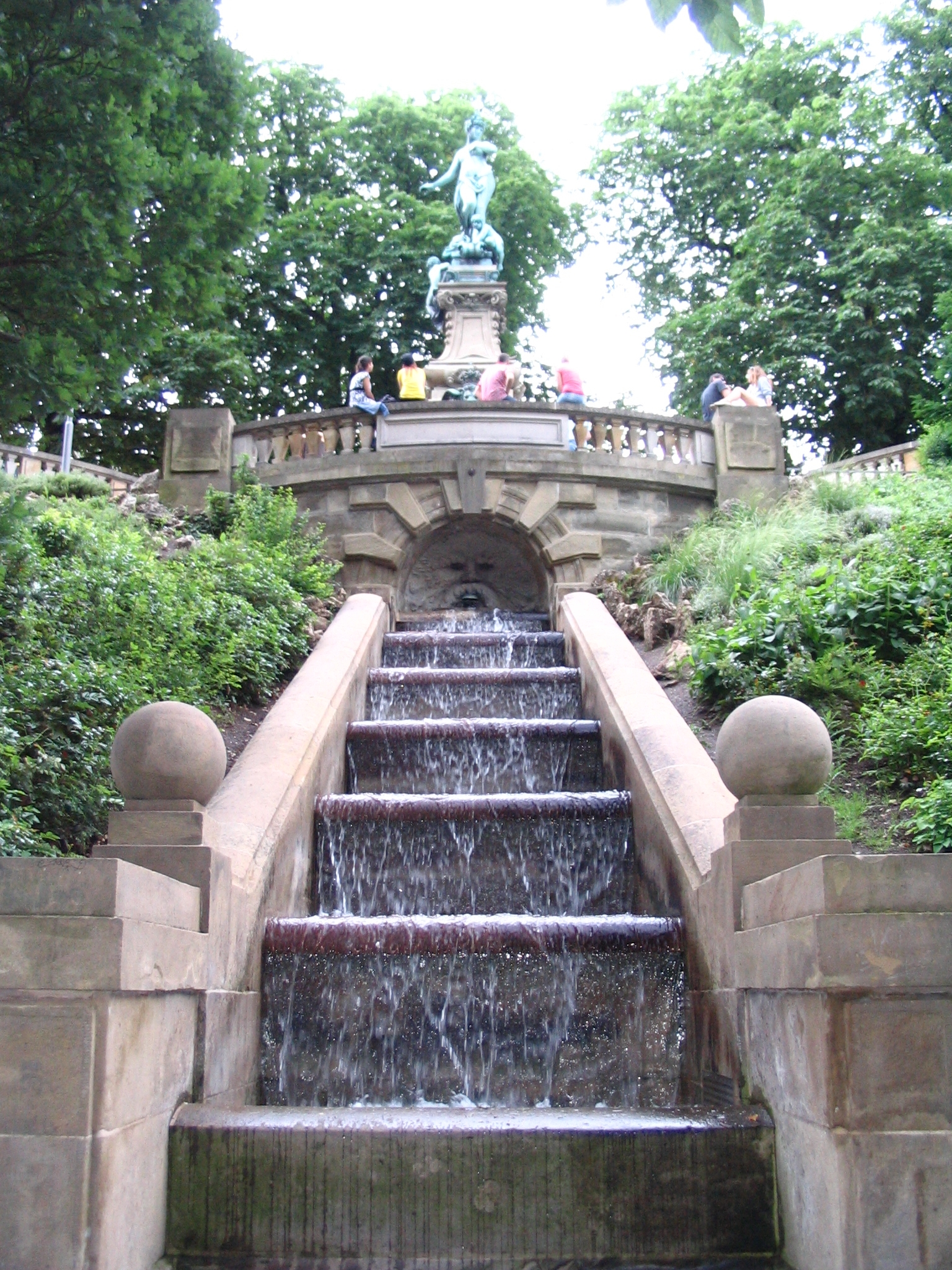
Wasserkaskaden unterhalb des Brunnens
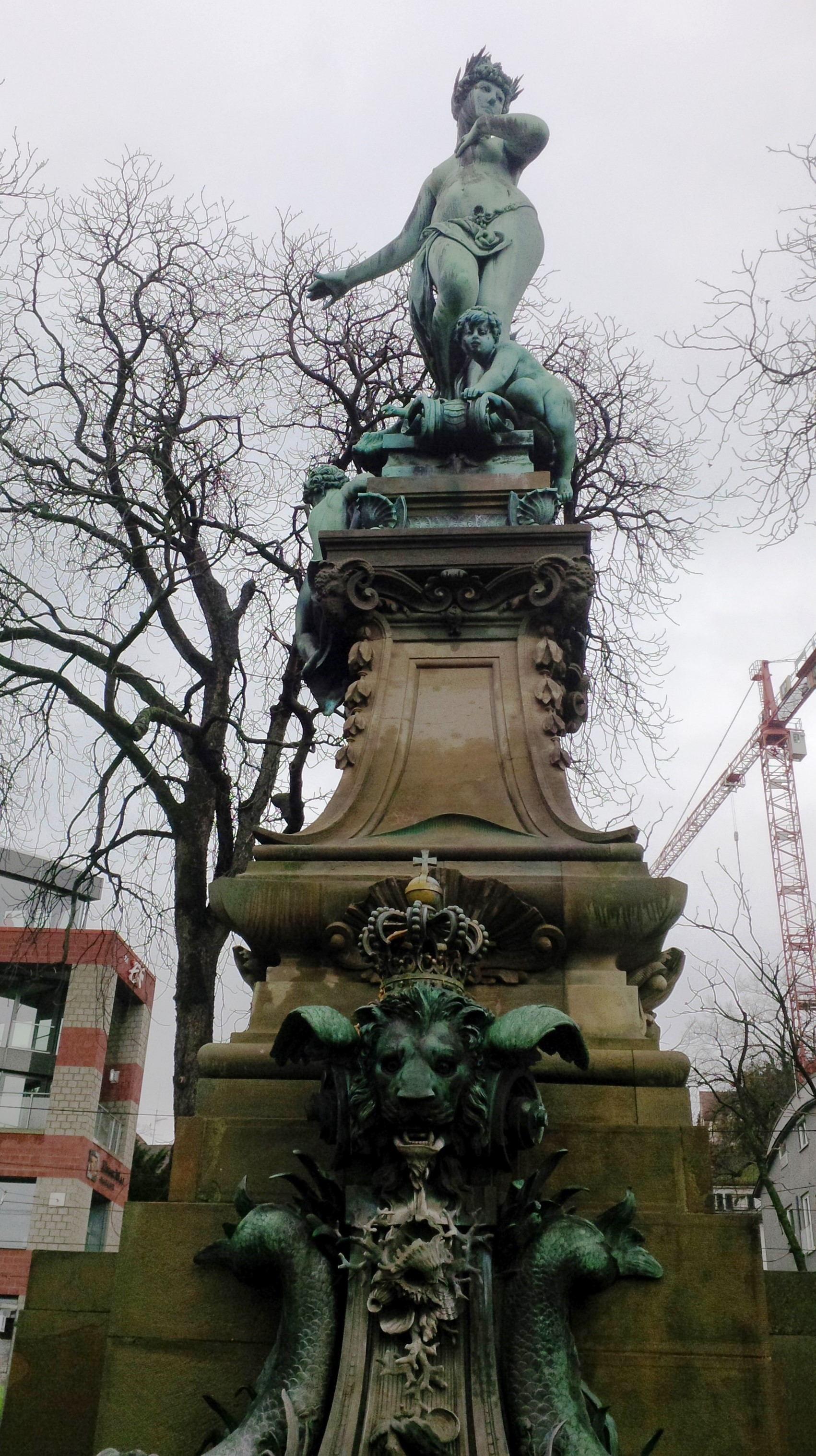
Gesamtansicht von Westen